# Ectropis inscripta
Ectropis inscripta är en fjärilsart som beskrevs av Walker. Ectropis inscripta ingår i släktet Ectropis och familjen mätare. Inga underarter finns listade i Catalogue of Life.